# Ритмическая гимнастика
Ритми́ческая гимна́стика (калесте́ния, эстети́ческая гимна́стика, ри́тмика) — система музыкально-ритмического воспитания, созданная Эми́лем Жак-Далькро́зом. Метод заключается в развитии чувства ритма — чувства времени, иными словами, развитии координации между нервной и мускульной деятельностью человека, что помогает достичь автоматизма в самых сложных движениях. Система Далькроза способствует развитию и упражнению внимания и памяти. Работа над созданием и оформлением метода ритмического воспитания относится к 1900—1912 годам; первоначальное название «делать шаги» (faire les pas), затем «ритмическая гимнастика», но, поскольку из-за слова «гимнастика» метод начали путать с обыкновенной спортивной гимнастикой, Далькроз остановился на слове «ритмика». В настоящее время употребляются оба слова.
На идею создания системы Далькроза натолкнуло наблюдение за учениками, которым он преподавал сольфеджио, выяснилось, что даже самые неспособные запомнить и воспроизвести музыкальную фразу сразу понимали задание, как только начинали двигаться вместе с музыкой. В России самым ревностным и последовательным пропагандистом ритмической гимнастики был князь С. М. Волконский.

## История создания и концепция метода

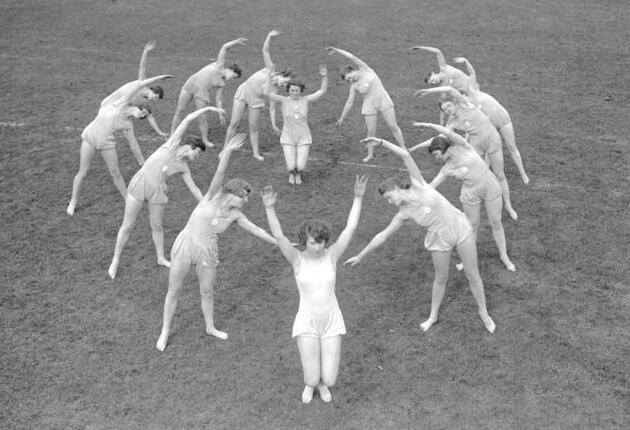
Ганновер, занятие женской школы гимнастики Logis, июнь 1929 года

В то время, когда на сценах концертных зал мелькали босые ноги пластичек (основоположницей пластической школы танца была Айседора Дункан), в Женевской Консерватории профессор Эмиль Жак-Далькроз, отчаявшись научить своих учеников воспринимать ритмическую структуру музыкального произведения, предложил им на уроке сольфеджио пользоваться дирижерским жестом, что сразу помогло ученикам действенно ощутить ритм музыки, а позднее Далькроз присоединил к движениям рук шаги, бег и прыжки при выполнении ритмических рисунков. Именно сольфеджио навело его на мысль о воплощении музыкальных звучаний в движении.
Это и было началом системы, названной впоследствии «системой ритмической гимнастики», а ещё позднее — «ритмикой», а пока это называли faire les pas (с фр. — «делать шаги»); популярна была шутка pas Jaques (с фр. — «шаги Жака»).
Так началась революция в деле музыкального воспитания. Далькроз чувствовал необходимость участия всего тела в интерпретации элементов музыкальной выразительности. Он искал связь между моторикой и слуховыми восприятиями и считал, что стоит на пороге нового вида искусства, к которому приближался с трепетом.
Далькроз признавал, что его система ещё не вполне оформлена и понимал, что упражнения, созданные им, не могут убедить всех в их значимости, тем более, что ритмическая гимнастика — дело личного опыта. Это подтверждает и один из его учеников — художник Поль Перреле. Он подтверждает, что нельзя судить о ритмике не принимая в ней участия, что вначале он критиковал её как художник, воспринимающий её чисто зрительным путём, пока не ознакомился с нею всем своим телом. Радость, которую он испытал при этом, оставила незабываемое воспоминание.
Требования, которые Далькроз первоначально предъявлял к целям и задачам своей системы, были очень скромными. Он хотел внести элемент художественности в существующие гимнастические системы, установить внутреннюю связь между психикой и физикой. Для достижения этих целей использовать музыку, в которой, считал он, все оттенки звукового движения во времени определены с безусловной точностью. Далькроз восставал против того, чтобы ему приписывали желание создавать новое танцевальное искусство или желание опрокинуть старые классические ритмы в музыке. Он категорически опровергал эти упреки. Он говорил, что хочет просто вернуться к естественности выражения чувств, уничтожить виртуозность музыкальную и физическую, преувеличенную лживую технику и возвратить, по возможности, психофизическому механизму простоту действия.
- В 1905 году происходит открытие первого курса в стенах Женевской консерватории.
- В 1911 году создается Институт музыки и ритма Эмиля Жак-Далькроза.
- В 1912 году в России открываются Курсы ритмической гимнастики, задуманные как филиал Института, директором стал кн. С. М. Волконский.
- Метод находит широкое признание, в первую очередь в школе классического балета.

## Ритмическая гимнастика в советской массовой культуре
- Телепередача «Ритмическая гимнастика» была крайне популярной в Советском Союзе в 1980-е годы. В 1984 году для музыкального сопровождения занятий гимнастикой фирмой «Мелодия» была выпущена грампластинка «Ритмическая гимнастика» тиражом 100 000 экземпляров
- Песня 1980-х годов «Танец и спорт» (Е. Бабкин, С. Осиашвили) на популярную в то время тему ритмической гимнастики певицы Кати Суржиковой

## Ритмическая гимнастика как вид спорта
С 1963 года проводится чемпионат мира по ритмической гимнастике. Позднее этот вид спорта был назван «художественная гимнастика».